# Строганов, Григорий Николаевич
Барон Григорий Николаевич Строганов  (19 (30) сентября 1730 года — 19 февраля (2 марта) 1777 года) — тайный советник и обер-камергер из рода Строгановых. 

## Биография
Старший сын барона Николая Григорьевича Строганова и Прасковьи Ивановны Бутурлиной. Младшие братья — Сергей и Александр.
Родился в сентябре 1730 года в Москве. В 1755 году — прапорщик лейб-гвардии Измайловского полка, затем тайный советник и обер-камергер. Кавалер польских орденов Белого орла и Святого Станислава.
После раздела отцовских имений в 1762 и 1763 годах Григорий Строганов получил часть в Усольских, Ленвенским и Чусовских соляных промыслах (9 труб, 12 варниц, 9 амбаров), 5 сёл, Чермосский завод, а также 7 962 крепостных мужского пола в Пермской губернии, Московском, Дмитровском, Арзамасском, Алексинском и Нижегородском уездах.
В феврале 1777 года 46-летний барон Григорий Строганов упал с лестницы, после чего скончался от ушибов. Был похоронен в Донском монастыре в Москве (где-то в нижней галерее Большого собора, следов его могилы не сохранилось).

## Семья

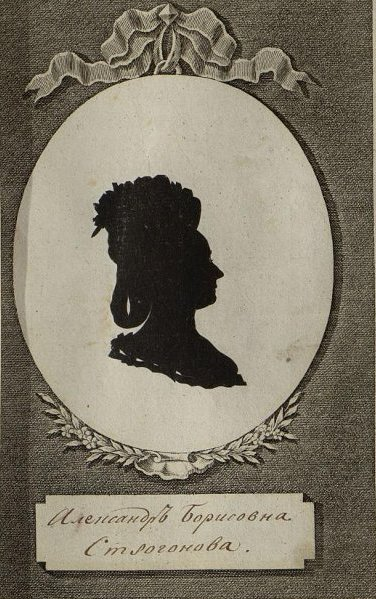
«Александра Борисовна Строганова». Силуэт в альбоме "Коллекция силуэтных изображений современников Екатерины II", 1782 г.

Жена (с 1762 года) — княжна Александра Борисовна Голицына (12.01.1735—14.06.18(00?)), дочь адмирала князя Бориса Васильевича Голицына от его брака с Софьей (Екатериной) Ивановной Стрешневой. Брак был бездетен. По словам князя И. М. Долгорукова, баронесса Строганова была «набожна на старинный манер и любила слушать в доме у себя разные молитвословия на большие праздники. В доме своем она по вечерам собирала круг отборных вельмож: И. И. Шувалова, князя М. В. Долгорукого и графа Брюса».
После смерти своего мужа Александра Борисовна унаследовала его имения. В апреле 1778 года она продала за 450 000 рублей крупное имение мужа в Соликамском уезде Пермской губернии (Чермосский завод, 504 203 десятин земли и 7 142 крепостных) армянину Ивану Лазареву.